# Zaporizhzhia Jazzy
Zaporizhzhia Jazzy — фестиваль мистецтв, сучасної і джазової музики, який щороку проходиться у останні вихідні квітня у Запоріжжі.
Концерти проводяться просто неба у центрі міста в парку Металургів імені Віталія Сацького перед Палацом дитячої та юнацької творчості, біля якого розташований масштабний оглядовий майданчик з краєвидами через Дніпро двох головних пам'яток Запоріжжя: острова Хортиця та ДніпроГЕС. Традиційно проходить також фестиваль вуличної їжі. Вхід вільний.
Організатор фестивалю — департамент культури і туризму Запорізької міської ради. Генеральний партнер — «Запоріжсталь».

## Zaporizhzhia Jazzy2018
28—29 квітня 2018 року в Запоріжжі відбувся перший фестиваль сучасної та джазової музики, який проходив впродовж двох днів з 12:00 до 21:00.
На фестивалі лунали композиції у виконанні таких музикантів, як Pianoбой з камерним оркестром, групи «MARU», «Pur:Pur», учасники найбільшого музичного фестивалю «SZIGET» — група «Atomic Simao», DZ'OB, «New Brain Trio» та інші.
Запрошеними гостями були відомі художники і скульптори країни. Гості заходу змогли взяти участь у майстер-класах, дегустаціях та у міжнародному симпозіумі сучасного мистецтва «BIRUCHIY».
На фестивалі працювали дві сцени — відкрита головна сцена і закрита камерна сцена, яка знаходиться в актовому залі Палацу дитячої та юнацької творчості (на 500 місць).
Відвідувачам були представлені шість локацій: фудзона з ресторанами з різних міст України, лаундж-зона, зона майстер-класів, зона виставок і презентацій, виступ дитячого симфонічного оркестру і зона авангардного кіно під відкритим небом.
Гості фестивалю, окрім музики на двох майданчиках, мали можливість розважити себе на фестивалі «вуличної їжі», фотографуванням на оглядовому майданчику тощо.
| Програма фестивалю «Zaporizhzhia Jazzy 2018» | Програма фестивалю «Zaporizhzhia Jazzy 2018» | Програма фестивалю «Zaporizhzhia Jazzy 2018»                     | Програма фестивалю «Zaporizhzhia Jazzy 2018» | Програма фестивалю «Zaporizhzhia Jazzy 2018»                | Програма фестивалю «Zaporizhzhia Jazzy 2018»                  |
| Дата                                         | Виконавці на закритій сцені                  | Виконавці на головній сцені                                      | Дата                                         | Виконавці на закритій сцені                                 | Виконавці на головній сцені                                   |
| -------------------------------------------- | -------------------------------------------- | ---------------------------------------------------------------- | -------------------------------------------- | ----------------------------------------------------------- | ------------------------------------------------------------- |
| 28.04.2018                                   | Виступи творчих колективів Запоріжжя         | ALAIN DELHOTAL(Франція) + Zaporizhzhia Big City Band (Запоріжжя) | 29.04.2018                                   | Тріо Іллі Алабужева FEAT Наталя Лєбєдєва та Сергій Балалаєв | Група О (Київ)                                                |
| 28.04.2018                                   | Агата Вільчик (Харків)                       | SETH GLIER (США)                                                 | 29.04.2018                                   | DARK SIDE TRIO (Дніпро)                                     | Pur:Pur (Харків)                                              |
| 28.04.2018                                   | UG-248                                       | ATOMIC SIMAO                                                     | 29.04.2018                                   | Laura Marti та Наталія Лебедєва                             | NEW BRAIN TRIO за участю саксофоніста М. Балога (Київ, Львів) |
| 28.04.2018                                   | MADJAH'S (Запоріжжя)                         | DRUM AND TUBA BAND                                               | 29.04.2018                                   | DZ'OB (Дніпро)                                              | MARU — хедлайнер другого дня                                  |
| 28.04.2018                                   |                                              | Pianoбой — хедлайнер першого дня                                 |                                              |                                                             |                                                               |

## Zaporizhzhia Jazzy2019
27—28 квітня 2019 року в Запоріжжі відбувся другий масштабний фестиваль сучасної та джазової музики. Його хедлайнерами стали співачка Jamala і ТНМК&Схід Side.
На джазовому фестивалі виступали київська дрім-поп-рок група «Latexfauna», джаз-оркестр «Zaporizhzhia City Big Band», український співак LAUD — учасник «Голосу країни» і нацвідбору на «Євробачення», група «The Hypnotunez» — учасник шоу «Х-фактор» та група «ЦеШо», яка теж брала участь в національному відборі «Євробачення-2019».